# Фондовая биржа Карачи
Фондовая биржа Карачи (Karachi Stock Exchange Ltd., KSE) — крупнейшая из трех пакистанских бирж, расположена в Карачи. Основана в 1947 году. Принадлежит зарегистрированным на бирже брокерским фирмам.
- Объём торгов: $280 млрд
- Листинг: 663 компании (2006 год).
- Капитализация: $54,284 млрд (2006 год).
- Прибыль: около $3 млн (2004 год).
- Основной индекс: KSE 100 — отражает состояние 100 крупнейших компаний, на которые приходится до 90 % капитализации биржи.

## События и происшествия
С 2002 года внесена журналом Business Week в список наиболее динамично развивающихся площадок в мире. За 2002 год её основной индекс KSE 100 вырос на 112,2 %.

## Споры
Споры между инвесторами и членами биржи решаются путём обсуждений Арбитражного комитета Биржи.